# Natura morta amb calavera
Natura morta amb calavera (també coneguda com Vanitas amb tulipa, calavera i rellotge de sorra) és una pintura de Philippe de Champaigne de 1671 conservada al Museu de Tessé de la ciutat francesa de Le Mans.
Es tracta d'una natura morta lligada al tema de la fugacitat de la vida humana, més precisament anomenat vanitas. La fragilitat de l'ésser humà està representada pels tres elements disposats sobre una taula de marbre sense decorar. El conjunt està immers en un escenari senzill tenyit de colors foscos, accentuat per la petita mida de l'obra.